# 厚叶安息香
厚叶安息香（学名：Styrax hainanensis）为安息香科安息香属下的一个种。其种加词“hainanensis”意为“海南的”。